# Гаскелл, Элизабет
Элизабет Глегхорн Гаскелл (англ. Elizabeth Cleghorn Gaskell; 29 сентября 1810 — 12 ноября 1865) — английская писательница викторианской эпохи.

## Биография
Родилась 29 сентября 1810 года в Челси, Лондон. Её отец, Уильям Стивенсон, был священником унитарианской церкви в Фейлсуэрте. Когда ей исполнился год, она потеряла мать. Воспитывалась у тётки. С 1823 года училась в школе-интернате в Стратфорд-он-Эйвоне. В 1831 году, приехав погостить в Манчестер, познакомилась с Уильямом Гаскеллом, своим будущим мужем, священником. В 1832 году вышла замуж и переехала в Манчестер и прожила там всю свою оставшуюся жизнь. Она родила четырёх дочерей и сына.
Писательская деятельность Гаскелл началась после трагических событий — её единственный сын, будучи ещё младенцем, умер от скарлатины. Страх перед этой болезнью был отображён в её произведениях, к примеру, в неоконченном романе «Жёны и дочери».
Первое крупное произведение Гаскелл — это социальный роман «Мэри Бартон. Повесть из манчестерской жизни», в которой впервые в английском романе Гаскелл обратилась к теме борьбы чартистов и показала, как голод, нищета, отсутствие избирательных прав и легальных средств борьбы подводят рабочих к мысли о терроризме и к убийству по жребию фабриканта. Но и задержанный полицией убийца, и члены семьи фабриканта раскаиваются и приходят к примирению. В 1861 роман был переведен и напечатан в журнале Достоевского «Время», и психологическая интрига и проблематика близки к «Преступлению и наказанию» Достоевского. В романе «Крэнфорд» (1853) изображена жизнь обывателей провинциального городка. В романе «Руфь» писательница с уважением рассказала о работнице, отказавшейся от брака с «джентльменом», соблазнившим её. В романе «Север и Юг» усиливаются религиозные и сентиментальные тенденции. Однако и в романах «Поклонники Сильвии» (1863) и «Жёны и дочери» (1866, неоконченный) есть реалистические страницы. Написала биографию своей подруги Шарлотты Бронте. Карл Маркс отнёс Гаскелл, наряду с Чарльзом Диккенсом, Уильямом Теккереем и Шарлоттой Бронте, к «блестящей плеяде английских романистов».
Умерла Элизабет Гаскелл в Олтоне (графство Гэмпшир) в 1865 году.
Изображена на британской почтовой марке 1980 года.

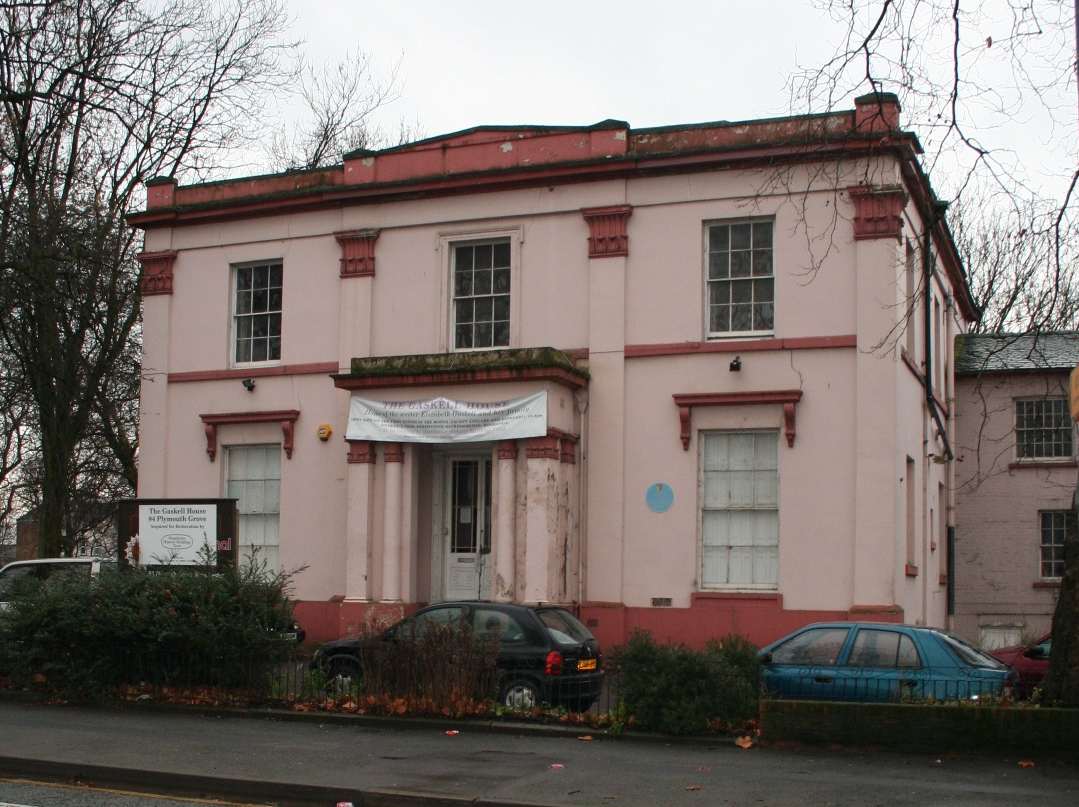
Дом Элизабет Гаскелл в Манчестере

## Сочинения

### Романы
- Mary Barton (Мэри Бартон), 1848
- Cranford (Крэнфорд), 1853
- Ruth (Руфь), 1853
- North and South (Север и Юг), 1855
- Sylvia’s Lovers (Поклонники Сильвии), 1863
- Cousin Phillis (Кузина Филлис), 1864
- Wives and Daughters (Жёны и дочери), 1866

### Повести и сборники
- The Moorland Cottage, 1850
- Mr. Harrison’s Confessions, 1851
- The Old Nurse’s Story, 1852
- Lizzie Leigh, 1855
- My Lady Ludlow, 1859
- Round the Sofa, 1859
- Lois the Witch, 1861
- A Dark Night’s Work, 1863

### Рассказы
- Libbie Marsh’s Three Eras, 1847
- Christmas Storms and Sunshine, 1848
- The Squire’s Story, 1853
- Half a Life-time Ago, 1855
- The Poor Clare, 1856
- The Manchester Marriage, 1858, в соавторстве с Чарльзом Диккенсом
- The Haunted House, 1859, в соавторстве с Чарльзом Диккенсом
- The Half-brothers, 1859
- The Grey Woman, 1861

### Документальные произведения
- An Accursed Race, 1855
- Life of Charlotte Bronte (Жизнь Шарлотты Бронте), 1857, биография подруги Элизабет — писательницы Шарлотты Бронте.

### Переводы на русский язык
- Элизабет Гаскелл. Мэри Бартон. — М.: Гослитиздат, 1963.
- Элизабет Гаскелл. Крэнфорд. — М.: Эксмо, 2011. — ISBN 978-5-699-50450-3.